# Dolnotanvaldský tunel
Dolnotanvaldský tunel je železniční tunel na katastrálním území Tanvald na úseku regionální železniční trati 036 Liberec–Tanvald–Harrachov mezi stanicí Smržovka dolní nádraží a Tanvald zastávka v km 25,967–26,015.

## Historie
Úsek trati z Liberce do Jablonce nad Nisou byl zprovozněn v roce 1888, v roce 1894 došlo k otevření pokračování trati z Jablonce nad Nisou do Tanvaldu. Úsek z Tanvaldu do Kořenova byl budován se záměrem propojit stávající tratě Liberec–Tanvald a Železný Brod – Tanvald s plánovanou tratí Jelenia Góra–Kořenov (Zackenbahn), neboli propojit Rakousko-Uhersko s Pruskem. Trať z Tanvaldu do Kořenova byla zprovozněna 1. července 1902 a 1. října 1902 z Kořenova do Harrachova, kde byla trať napojena na Německé dráhy. Úsek Tanvald – Kořenov měl provozní délku 6,7 km s výškovým rozdílem 235,1 m, sklon trati dosahuje 58 ‰ a je vybaven ozubnicí. V roce 1992 byl tento úsek s pěti tunely Ministerstvem kultury České republiky prohlášen kulturní památkou. Na celém úseku trati bylo postaveno deset tunelů.

## Popis
Jednokolejný tunel se nachází na železniční trati Liberec–Tanvald–Harrachov v úseku mezi stanicí Smržovka dolní nádraží a Tanvald zastávka, kde trať sleduje údolí řeky Kamenice. Byl postaven ve výběžku svahu vrchu Malý Špičák (678 m n. m.) v oblasti Dolní Tanvald a byl zprovozněn v roce 1894. Tunel leží v nadmořské výšce 485 m a svou délkou 48 m je nejkratším tunelem na této trati.